# Ewondo (Volk)
Die Ewondos oder Jaunde sind eines der bantusprachigen Beti-Völker. Nach ihnen ist die Kameruner Hauptstadt Jaunde benannt.
Sie sprechen als Muttersprache das Ewondo und leben vergleichsweise traditionell. Allerdings sprechen immer mehr Ewondos die kameruner Amtssprache Französisch und vergessen zunehmend – da die Unterrichtssprache ausschließlich Französisch ist – von Generation zu Generation ihre eigene Muttersprache.
Das traditionelle Siedlungsgebiet liegt in Südkamerun am Rande einer Hochebene zwischen den Flüssen Sanaga und Lokundje. Ein bekannter Vertreter des Volkes war Karl Friedrich Otto Atangana Ntchama, der die Jaunde-Texte von Karl Atangana und Paul Messi verfasste.
Die mit den Ewondos verwandten Völker sind die Beti – Etons und Manguissas – sowie die Pahuins.